# Chaperia
Chaperia is een mosdiertjesgeslacht uit de familie van de Chaperiidae en de orde Cheilostomatida. De wetenschappelijke naam ervan is in 1881 voor het eerst geldig gepubliceerd door Jullien.

## Soorten
- Chaperia acanthina (Lamouroux, 1825)
- Chaperia albispina (MacGillivray, 1882)
- Chaperia australis Jullien, 1881
- Chaperia brasiliensis Vieira, Gordon, Souza & Haddad, 2010
- Chaperia capensis (Busk, 1884)
- Chaperia ciliata (MacGillivray, 1869)
- Chaperia granulosa Gordon, 1986
- Chaperia infundibulata d'Hondt, 1988
- Chaperia judex (Kirkpatrick, 1888)
- Chaperia multispinosa Gordon, 1984
- Chaperia patula (Hincks, 1881)
- Chaperia polygonia Kluge, 1914
- Chaperia septispina Florence, Hayward & Gibbons, 2007
- Chaperia setigera (Hincks, 1881)
- Chaperia taylori Ramalho & Calliari, 2015
- Chaperia varians (O'Donoghue & O'Donoghue, 1923)

Niet geaccepteerde soorten:
- Chaperia dichotoma Kluge, 1914 → Icelozoon dichotomum (Kluge, 1914)
- Chaperia familiaris Hayward & Cook, 1983 → Chaperiopsis familiaris (Hayward & Cook, 1983)
- Chaperia galeata Busk, 1854 → Chaperiopsis galeata (Busk, 1854)
- Chaperia patulosa Waters, 1904 → Chaperiopsis patulosa (Waters, 1904)
- Chaperia pyriformis Canu & Bassler, 1929 → Pyrichaperia pyriformis (Canu & Bassler, 1929)
- Chaperia simplicissima Kluge, 1914 → Exallozoon simplicissimum (Kluge, 1914)
- Chaperia spinosissima Calvet, 1904 → Harpecia spinosissima (Calvet, 1904)
- Chaperia tropica Waters, 1909 → Chaperiopsis tropica (Waters, 1909)